# Saint-Marcel-lès-Valence
Saint-Marcel-lès-Valence é uma comuna francesa na região administrativa de Auvérnia-Ródano-Alpes, no departamento de Drôme. Estende-se por uma área de 15,05 km². Em 2010 a comuna tinha 6 431 habitantes (densidade: 427,3 hab./km²).